# Athabascasee
Der Athabascasee (englisch Lake Athabasca; französisch Lac Athabasca; deutsche Schreibweise manchmal Athabaskasee; Cree für „Wo es Schilf gibt“) liegt in der nordwestlichen Ecke der kanadischen Provinz Saskatchewan und der nordöstlichen Ecke von Alberta zwischen 58° und 60° nördlicher Breite.

## Lage
Der See bedeckt auf einer Höhe von 213 m eine Fläche von 7849 km². Er ist 283 km lang und hat eine Breite von bis zu 50 km. Mit seinen Ausmaßen ist er der größte See von Saskatchewan. Der See entwässert nach Norden über den Slave River („Sklavenfluss“) und den Mackenzie River in den Arktischen Ozean.
Am Westufer des Sees liegt die Stadt Fort Chipewyan, die älteste europäische Siedlung in Alberta, dort wo der Sklavenfluss seinen Weg nach Norden beginnt, im Osten begrenzt vom Wood-Buffalo-Nationalpark. Am Südufer des Sees befinden sich die Lake Athabasca Sand Dunes, die größten aktiven Sanddünen der Welt nördlich des 58. Breitengrads. Nach einem langen Kampf zwischen der Verwaltungsbürokratie und dem Widerstand der Minengesellschaften sind die Dünen seit 1992 als Provincial Wilderness Park anerkannt.
Gold- und Uran-Funde am Nordufer haben zur Gründung der Stadt Uranium City geführt, in der die Minenarbeiter und ihre Familien angesiedelt wurden. Seit den 1980er Jahren sind die Minen geschlossen, das Nordufer des Sees ist jedoch durch die Abbautätigkeit noch heute ökologisch erheblich belastet.
Der Athabascasee ist Heimat für 23 unterschiedliche Fischarten, darunter der Amerikanische Seesaibling, von dem ein weltrekordverdächtiges Exemplar mit einem Gewicht von 46,3 kg gefangen worden ist.
Der See und sein Zufluss Athabasca River sind Namensgeber für die Athabasca-Ölsande, eine Ölsand-Lagerstätte südlich des Sees und südlich und östlich des Flusslaufes. Sie sind das größte bekannte Vorkommen unkonventionellen Erdöls und werden unter gewaltigem Energieaufwand und Umweltbeeinträchtigungen ausgebeutet.